# Štadión pod Dubňom
Štadión pod Dubňom je fotbalový stadion slovenského klubu MŠK Žilina. Některé zápasy zde hraje i slovenská fotbalová reprezentace. Po rekonstrukci z let 2006–2009 splňuje kritéria UEFA pro konání mezistátních zápasů.
První zápas se zde odehrál 10. srpna 1941, šlo o přátelské utkání ŠK Žilina proti AC Sparta Považská Bystrica, které Žilina vyhrála 3:0.

## Přestavba stadionu
První přestavba na stadionu se uskutečnila v roce 2002. Ta byla způsobena ziskem prvního titulu a tím i účasti v předkole Lize mistrů.
Velka rekonstrukce stadionu začala v roce 2006. Začalo se rozšířením severní a západní tribuny, pokračovalo vyměnění trávníku, pod kterým bylo nainstalováno vyhřívání. Celá rekonstrukce skončila v září 2009, kdy byla zrekonstruována jižní a východní tribuna, na které se začaly práce v roce 2008. Práce na demolici východní tribuny se však dočasně pozastavily, kvůli postupu do skupinové fáze poháru UEFA v sezóně 2008/09. Vedení se rozhodlo už odmontované sedadla vrátit zpět. Po rekonstrukci stadion splnil kritéria UEFA pro konání mezinárodních fotbalových zápasů. Na stadionu se už odehrálo přátelské střetnutí Slovenska proti Chile, 17. listopadu 2009. Střetnutí navštívilo 11 076 diváků (vyprodáno).